# 阪和電気鉄道
阪和電気鉄道（はんわでんきてつどう）は、昭和初期の関西の鉄道会社。現在のJR西日本阪和線を建設した。
1926年に設立され（路線免許交付は1923年）、1940年に南海鉄道に合併された。
営業不振や政府の交通政策などの事情故に会社法人としては短命であったが、戦前の「日本一速い電車」である「大阪 - 和歌山45分」ノンストップの「超特急」を運行したことで、日本鉄道史上、一種の伝説的存在として記憶される。

## 概要

### 開業の経緯

#### 京阪電気鉄道の阪和間参入
京阪電気鉄道は大正 - 昭和初期にかけ、岡崎邦輔（第3代）・太田光凞（第4代）と2人の社長の下で、有力政党・立憲政友会との関係をバックに大幅な拡張政策を採り、近畿一円に一大電力コンツェルンを形成した。その一環として和歌山進出を目論み、1922年には和歌山県内の有力電力会社であった和歌山水力電気を買収して自社の和歌山支店とした。そしてこの延長線上で、従来南海鉄道南海本線のみが通じていた大阪 - 和歌山間でこれに平行する新しい高速電気鉄道の建設計画に資本参加したのである。
この電鉄路線計画は、元々和歌山以南の紀伊半島沿岸を自社航路の勢力範囲とし、来るべき将来における国鉄紀勢線の全通で打撃を受ける大阪商船、南海鉄道だけでは地元の将来的な潜在貨物輸送需要を賄いきれないと判断した泉州地域の綿業資本家、大阪方面における安定的な電力消費先を欲していた大手電力会社の宇治川電気（後の関西電力）、それに和歌山の有力者達が合同して立案したものであり、最初の出願は1919年に行われている。
京阪の正式な参加は、建設計画が本格的に具体化し、会社が設立された1926年4月24日以後のことであった。もっとも、1920年の原内閣による南海鉄道国有化失敗後、この案件に仲介役として介入していた京阪は阪和電鉄の出願者グループと緊密な関係にあった。そのため、阪和電気鉄道線の免許取得に当たっては政治的な工作をこのグループから依頼されており、単純な株式引き受けに留まらない、複雑な経緯を経た末の資本参加であったことが伺われる。
京阪の起業参加に際しては、同社による和歌山方面の電力供給が約束されたほか、同社技術陣の派遣も行われている。他の設立メンバーには鉄道経営の経験者がほぼ皆無であったことから、実際の鉄道建設は京阪系のスタッフにその多くが委ねられることとなった。

#### 建設過程
当初は、新京阪線同様の規格で、高速運転に有利な1,435mm軌間での建設も考慮されていた。この当時、鉄道省は南海鉄道の買収に失敗し、また同線に並行する大阪 - 和歌山間を結ぶ省線の新規建設も、折からの財政難で不可能となっていた。このため、建設中の国鉄紀勢線は、接続する路線を欠いて半ば宙に浮く事態となった。それゆえ、渡りに船とも言える内容を備えたこの阪和電鉄の申請に対し、鉄道省は将来の国家買収を視野に入れた付帯条件をつけて免許を交付した。この結果阪和電鉄線は、必然的に国鉄や南海と同じ1,067mm軌間で建設されることになった。この選択は、国鉄からの貨車直通、さらには当時建設が進行していた紀勢線への直通をも可能とするもので、その点では営業上有利であった。
既存の南海鉄道が大阪湾岸の紀州街道および孝子越街道（国道26号）沿いの都市を経由したのに対し、阪和電気鉄道はそれよりやや内陸寄りの農村地帯を通る熊野街道（現・大阪府道30号）沿いに敷設され、極力直線的なルートを取り、高速運転に適合した線路設備が整えられた。また、和泉山脈越えでは南海が避けた紀州街道の雄ノ山峠越えを選択し、距離の短縮に努めている。架線電圧も、路面電車並の低圧な直流600Vであった南海に対し、当初からより効率が良く高速向けの直流1,500Vとされた。電力については、開業の段階では大阪方面は宇治川電気から、また和歌山方面は京阪和歌山支店からそれぞれ供給を受けた。
しかし、国鉄線との連絡という付帯条件によって大阪側起点用地の確保は困難をきわめた。当初は大阪市南区木津大国町（現・浪速区大国1・2丁目）、今宮駅の南東付近を予定した起点は、都市部ということもあって用地買収に難渋し、最終的に旧・南大阪電鉄が取得し、当時大阪鉄道（2代目。後の近鉄南大阪線の前身）が所有していた国鉄天王寺駅駅舎東側（ホーム北側）の台地上に確保された。
だが、この起点決定により、阪和電気鉄道線には鉄道省城東線、関西本線、大阪鉄道本線、それに南海平野線の4つの既存鉄軌道を立体交差する必要が生じることになった。そのため、線形維持の必要性もあって、南田辺以北の約2.7kmの区間において高架構造の採用を強いられた。この高架橋は、大正時代末期以降、日本でも採用例が見られるようになった鉄筋コンクリート製で、八角形の断面を持つ橋脚を一部に採用するなど、特徴的な意匠を備え、大林組の施工になるものである。大林組はこれ以前に、関西の鉄道用鉄筋コンクリート高架橋の嚆矢となった、新京阪鉄道天神橋駅付近の高架工事や、奈良電鉄桃山御陵前周辺の高架工事などを手がけていた。
1929年7月18日、阪和天王寺（現、天王寺） - 和泉府中間と鳳 - 阪和浜寺（現、東羽衣）間で部分開業。翌1930年6月16日、阪和天王寺 - 阪和東和歌山（現、和歌山）間を全線開業した。
なお、当初の計画では浜寺支線（1926年3月4日免許出願）と同時に、粉河支線（山口 - 粉河間8マイル40チェイン）が単線で出願されていた。しかし財政難から、未着工のまま南海合併後まで棚上げされ続け、太平洋戦争開戦に伴う資材不足で本線の運行維持さえ困難になり、建設の見通しが全く立たなくなったことから、結局1942年7月28日付で免許失効となっている。

### 高速列車の運行

#### 大型高速電車
1929年の開業当初より、狭軌鉄道としては当時日本最大級の強力な全鋼製電車を投入し、高速運転を実施した。
大出力モーターを装備した大型電車によって、線形の良好な高規格新線で高速運転を行うという、アメリカのハイスピード・インターアーバン（高速都市間連絡電車）流のコンセプトそのものは、1927年に開業した京阪傘下の新京阪鉄道（現・阪急京都本線）と共通のものである。アメリカのインターアーバンは自動車に押されてすでに衰退期に入っていたが、シカゴ都心への直通のために線形や車両規格の改善を図ったノースショアー線やサウスショアー線など、大都市近辺の路線を中心に路線や車両の高規格化を行って生き残りを図ったケースがあり、これに倣ったものと考えられる。
主力車となった全長19mの大型電車モヨ100形・モタ300形等は、腰高で屋根が高く、窓も小さく、さながら装甲車両を思わせる物々しい外観を備えていた。実際に極めて頑丈な構造で、電動車では公称値で47t - 48tもの超重量級に達したが、電動車1両あたり600kW（800日本馬力）という大出力はそれを補って余りあるものであった。この系統の電車群は1937年までに合計48両が製造されている。
その電装品は東洋電機製造製の国産品で、当時の電車用としては日本最強クラスの定格出力149.2kW（≒200馬力）を発揮する大出力モーターをはじめ、極めて高度な仕様であった。自動空気ブレーキは、アメリカ のウェスティングハウス・エア・ブレーキ社（Westinghouse Air Brake Co.：WH社/WABCO。現・ワブテック社）が設計した長大編成対応ブレーキ（U自在弁）を採用したが、当時の日本の電車が通常でも最長4両編成程度が限度だったところ、阪和ではこのブレーキの採用によって6両編成以上を可能として いった。
これらのスペックは軌間の相違こそあったものの、新京阪鉄道が開業時に投入した大型大出力電車P-6形（デイ100形）とおおむね共通で、経営および技術の両面における京阪の影響の強さを推察できる。

#### 高規格軌道・貨物列車対策
当時としては未曾有の優等列車の超高速運転を実現するため、電車自体の性能強化以外にも可能な限りの方策が講じられていた。
この高速電車の性能を十分に活かすため、軌道設備も現在の大手私鉄幹線と同等の50kg/m相当の重軌条を採用し、37kgレールを使用していた当時の国鉄東海道本線以上という破格の高水準を実現した。架線は輸送密度の関係からかコンパウンドカテナリの導入こそ見送られたが、それでも通常構造ながら重い架線を用いたシンプルカテナリが採用され、最高速度100km/hオーバーの高速運転への備えは万全であった。
また線内には貨物列車も運行されることになったが、電車列車のダイヤ組成の障害とならないよう、専用機関車として駿足な本線用電気機関車ロコ1000形を新規に開発した。そして、同機が牽引する貨物列車は後続の電車列車に追いつかれないよう、軽量な短編成による高速運転を行って待避駅に逃げ込ませることを前提とした運用が組まれていた。

#### ノンストップ超特急
和歌山までの開業当初は、阪和天王寺 - 阪和東和歌山間の61.2kmを「急行」（途中鳳駅にのみ停車）が65分、「直通」（普通列車のうち阪和天王寺 - 阪和東和歌山の全区間を走行する列車）が80分で結んでいたが、同年10月のダイヤ改正で急行55分、直通75分に短縮するなど、スピードアップを積極的に行った。その後も路盤の安定に伴ってスピードアップを繰り返し、1931年7月に阪和天王寺 - 阪和東和歌山間をノンストップ48分で走破する「特急」の運転を開始した。
この特急は、1933年12月20日改正で阪和天王寺 - 阪和東和歌山間45分運転へスピードアップされ、種別も「超特急」に改める。この時の表定速度81.6km/hは、営業運転される定期列車としては当時の日本国内最高記録で、戦後に国鉄特急「こだま」号が東京 - 大阪間6時間40分運転（表定速度83.46km/h）を開始する1959年までの26年間、破られることはなかった。なお、同時期に日本資本で経営されていた南満洲鉄道の著名な特急列車「あじあ」号（1934年運転開始）は蒸気機関車牽引の客車列車ではあるものの、標準軌路線での運転で表定速度82.5km/hであったが、阪和超特急は狭軌ながらそれにも匹敵する水準に達していた。
阪和電鉄の線形はおおむね直線で条件は良好であったが、県境の山中渓駅付近には急曲線・急勾配区間があり、車体傾斜式車両（振り子式車両）が開発すらされていなかった当時にあっては、平坦区間で極限の高速運転がなされた。阪和間45分運転を行うことは電車にも大きな負担をかけ、駆動歯車は鋸歯状になるほど消耗したという。

#### 速度違反
阪和電鉄の認可最高速度は当時の国鉄同様95km/hだったが、当時の関係者の証言によれば、現実にはしばしば120 - 130km/hにも達する速度違反が行われていたという。
当時の阪和では乗客へのサービスのため、阪和天王寺駅では発車時刻になっても改札に客が残っている場合は発車を待ち、遅れた客を乗せた上で発車するようになっていたが、それでも定刻に東和歌山駅に到着させることが厳命され、乗務員は実際に回復運転を図って定時で到着させていた。これは、高規格な軌道と大出力電車の高性能に負うものであり、安全上での一応の余裕はあったが、恐るべき暴走ぶりであったという。
1935年頃の同社の営業案内には「最高時速は120粁（キロメートル）で日本一の快速電車である」と記されている。古い時代の鉄道では営業運転での最高速度でなく、実際に達することのない設計・計画最高速度をPRに使う誇大広告のケースがまま見られた。例えば、南満洲鉄道の「あじあ」号について時折語られる160km/hという最高速度も、実際の営業運転では到達しておらず130km/hが最高であったが、阪和では一見額面のみの「最高速度」を表示しつつ、実際にもそれだけの超過速力を出していたことからも、阪和の徹底したスピード主義を読み取ることができる。
もっとも、監督官庁が鉄道省であった当時、仮に省線以上の速度で申請を出しても認可は得られなかった。しかし、当時は自動列車停止装置（ATS）のような自動的な速度制限を行う保安機器が出現する以前のことで、電車の運転台には速度計も付いていなかったため、鉄道省側にこれを規制する手段はほぼ皆無であった。
古く明治時代に軌道条例→軌道法準拠で開業して低速運転を強いられながら、監督官庁の目をかいくぐって無許可の高速運転を敢行した阪神電気鉄道や京浜電気鉄道以来、特に戦前の関西私鉄各社ではこの種の速度違反が日常的に行われていた。阪和電鉄の手本となった新京阪線でも、途中の速度制限などから逆算すると法規を守っていればありえない所要時分の超特急を運行するなど、阪和だけが違反に手を染めていたわけではなかったのが当時の実情であった。

### 超特急以外の列車
ノンストップ列車が超特急となったことで特急は一旦消滅したが、1935年10月1日に国鉄和歌山線と阪和電鉄線の交点に阪和中ノ島駅（現・紀伊中ノ島駅）が移設され、和歌山線のガソリンカーと連絡する超特急と急行のみ同駅に停車させるダイヤ改正を行った際、所要時間が48分に伸びた超特急を特急と改めることで復活した。その後、同駅には1937年6月改正をもって全ての特急・急行が停車するようになった。
阪和電鉄では他にも多種多様な列車種別を使用していた（詳細は駅一覧表を参照）が、他事業者に類のない種別として「直急」というものがあった。これは「直通・急行」を意味した種別で、準急が起点側で速達運転・終点側で各駅停車であったのとは対照的に、直急は起点側が各駅停車・終点側が速達運転であった。元来、阪和電鉄では全区間を走破する普通列車を「直通」と呼称しており、1936年改正でそれまで阪和天王寺 - 阪和岸和田（現・東岸和田）間の区間運転であった普通列車の一部を阪和東和歌山まで延伸して「直通」とした際に延長区間を急行運転としたため、直急列車が生まれることになった。しかし、翌1937年6月の改正で直急は元の阪和天王寺 - 阪和岸和田間の普通に戻されたため、この種別は短命に終わった。
速達運転をした臨時列車には阪和浜寺（現・東羽衣駅）までノンストップの臨時急行（後述）や、春季および秋季の行楽シーズンに運転された「ハイキング列車」などがあった。

### 南海鉄道との競合

#### 豪華電車・高速電車
在来路線である南海鉄道は、新興勢力である阪和電鉄の開業に対して危機感を持った。阪和電鉄の建設計画が持ち上がると、早くも南海は1923年から対抗策として、電車としてはそれ以前に日本で先例のない豪華な急行列車を大阪難波 - 和歌山市間で運行開始した。
これらは新たに開発した電7形・電付6形（電7系。のちにモハ1001形などへ改称）などで構成される4両編成で、これらの車両のうち、第6編成までは（船舶などと同様に）編成ごとに沿線の名所旧跡にちなんだ「浪速」・「和歌」・「住吉」・「濱寺」・「大濱」・「淡輪」という固有名称が与えられていた。この電7系は扇風機付きの喫茶・優等室を備え、便所も完備するなど、日本における本格的な長距離電車列車の嚆矢といえる存在である。
だが大阪 - 和歌山間程度の距離では、むしろスピードに注力する方が現実的であった。このため南海は1929年、阪和モヨ・モタ車にも比肩する出力800馬力・20m級の大型鋼製電車・電9形（のちのモハ2001形）を開発し、電7系に代わって南海本線の優等列車に投入した。

#### 冷房電車
しかし、当初より都市間高速連絡輸送を企図して線形が決定された阪和電鉄に比べ、南海本線は明治時代に沿線集客力を重視して街道沿いに既存集落を縫うように建設された経緯から曲線や踏切が多く、走行条件ではかなり不利であった。電9形の性能をもってしても、難波 - 和歌山市間の所要時間は60分程度が限界であった。しかし、それでも「阪和間48分ノンストップ」と広告したほどの高速運転を行って挽回しようとしていた。
このため、南海では車両のアコモデーション改善を図るなど、主に接客サービス面で阪和に対抗した。その顕著な例としては、1936年に日本の私鉄初の冷房電車試作に挑戦した事例が挙げられる。電動冷凍機を改造した巨大な車載冷房システムを大阪金属工業（現・ダイキン工業）で製造し、クハ2801形2802号車に試験搭載の上、南海本線の特急・急行列車に投入した。電力消費が膨大という問題はあったが乗客から大好評を博し、翌1937年夏には2001系電車2両編成4本に冷房が搭載され、冷房特急・急行の頻発を実現した。冷房車は大人気で、難波駅では先発の冷房のない電車を見送ってまで後発の冷房車に乗り込む乗客が続出し、激しく混雑したという。
このような事例に限らず、1930年代を通じて阪和・南海の両社は大阪 - 和歌山間直通の優等列車を頻発させて覇権を争ったが、輸送需要と比較して過大な供給状態であった。

#### 浜寺海岸の抗争
両社は、大阪近郊の人気行楽地である浜寺海岸でも激しい角逐を繰り広げた。鳳から分岐する阪和線東羽衣支線は、浜寺への行楽客輸送をも狙って建設された路線である。
海水浴シーズンになると、阪和・南海両社とも難波・天王寺の各ターミナル駅から臨時列車を設定し、往復割引の乗車券も販売した。そして浜寺海岸では、両社社員による熾烈な呼び込み合戦が繰り返され、ついにはお互いの社員による取っ組み合いの喧嘩沙汰にまで至ったという。
当時、阪和電気鉄道の阪和浜寺駅（現・東羽衣駅）から浜寺海岸へ行くには南海本線羽衣駅近くの踏切を横断する必要があったが、これに対して南海ではわざと同駅を発車・通過する電車を低速で走行させ、踏切を開かずの踏切にさせるという、いささか陰湿な手段まで繰り出したともいわれる。 
この抗争の背景には、阪和と共同で阪和浜寺海水浴場を開設した大阪朝日新聞社と、南海と共同で大毎浜寺海水浴場を開設した大阪毎日新聞社との確執による、代理戦争的なものもあった。
阪和と南海が合併した1940年以降の一時期には、夏季に大阪（市内）から浜寺への定期券を購入すると、定期乗車券の経路にかかわらず、南海難波・阪和天王寺以外にも高野線汐見橋駅や阪堺線から浜寺・羽衣への利用を可能としたサービスを行っていた時期もあった（出典：関西の鉄道19号）。
戦後の一時期も南海は国鉄との対抗上、天王寺支線天王寺駅から浜寺公園駅への臨時急行を運転したことがあった。

#### 春木競馬場の集客合戦
両社は当時存在していた春木競馬場への競馬輸送でも互いに競争していた。先に仕掛けたのは阪和電鉄で、1930年の11月の秋競馬にあわせて最寄りの久米田駅に急行を臨時停車させ、阪和天王寺 - 久米田間を20分で結んだほか、運賃も2割引きの60銭とするなど積極策を講じた。南海は久米田駅よりもさらに競馬場に近い春木駅を擁していたが阪和の攻勢には後手に回り、翌1931年の秋競馬に難波 - 春木間のノンストップ急行を臨時運転することで応戦した。阪和はこれに対抗するため同年の臨時運転では特急をも臨時停車させているが、翌1932年以降の臨時停車は急行のみに戻り、また列車の増発によって臨時設定が難しくなったことから、急行の臨時停車も減少していった。
春木競馬場への観戦客輸送は、阪和が南海と合併した際に南海本線での輸送に一本化することになったため、南海山手線（旧・阪和電鉄）での競馬輸送は取りやめとなった。その後、南海山手線の国有化で国鉄阪和線になった際にも競馬輸送は復活せず、春木競馬場も1972年に廃止された。

#### ゴルフ場の開設
当時大阪府下のゴルフ場といえば北大阪の千里丘陵にある茨木カンツリー倶楽部だけで、南大阪にはなかった。阪和の子会社による「信太山ゴルフ倶楽部」は、泉北郡和泉町大字伯太・黒鳥（現在の和泉市伯太町・黒鳥町）に広がる丘陵地を買収。藤澤友吉商店（のちの藤沢薬品工業）が所有していた土地で、樟脳生産に必要なクスノキを植えたものの生育に適さなかったため、別荘地を残して売却したものである。1935年に9ホールが完成（1936年5月開場）、1938年7月17日に全長6,190ヤード、パー70の18ホールが完成した。最寄駅の信太山駅または和泉府中駅からやや距離があるため、バスかハイヤーを利用する必要があった。
一方、「大阪ゴルフ倶楽部」は、泉南郡淡輪村・深日村（現在の岬町淡輪・深日）に広がる丘陵地を買収。紀淡海峡に程近い海に面したこの丘陵地は由良要塞にかかっていたため、造成工事において逐一軍の許可が必要といった困難もあったが、1938年7月25日に全長6,700ヤード、パー72の18ホールが完成した。大阪GCの運営に南海は当時関与していなかったが、18ホール完成の2日前に最寄駅となる南淡輪駅（現・みさき公園駅）を大阪GCの目の前に開設している。
どちらもコース設計は上田治で、信太山GCは2作目、大阪GCは3作目となる。また、どちらも戦時中に閉鎖されたが、戦後に復活できたのは大阪GCだけであった。信太山GCの跡地は大阪市立信太山青少年野外活動センターなどになっており、大阪GCは2007年6月から南海の子会社による運営となっている。

### 南紀直通列車
大正末から昭和初期、和歌山県内では紀勢西線の建設が南進する過程で、和歌山県南部の南紀地域が新たな観光地として開拓され始め、南紀の景勝地である白浜温泉が注目されるようになった。そこで当時の鉄道省大阪鉄道局は、阪和間を走る南海と阪和の両社に、鉄道省の客車を使用して大阪から紀勢西線へ直通する南紀観光列車の運行を打診した。阪和はこれを受諾したが、南海は自社からのみの直通を希望し難色を示した。この直通運転は早期実施を求める世論もあって、当初は阪和単独で行われることになった。
直通運転は1933年11月4日より開始され、公募によって「黒潮号」と命名された。当初は紀勢西線が紀伊田辺駅止まりであったため、地元の明光自動車が白浜までの連絡バスを運行していたが、1933年12月に紀勢西線が紀伊富田駅まで延伸されると、黒潮号も白浜温泉の玄関口である白浜口駅（現・白浜駅）まで運行区間を延長した。阪和電鉄線内ではノンストップ超特急と同様に45分運転、紀勢西線でも東和歌山 - 白浜口間ノンストップで2時間9分運転（上りのみ紀伊田辺に停車して2時間12分）という、単線で急カーブが多く、なおかつ当時ローカル線規格であった同路線の蒸気機関車列車としては限界一杯の運転が行われ、天王寺から白浜口までの170km弱が3時間で結ばれた。
1934年11月17日には南海鉄道難波駅発の黒潮号も運行を開始し、両社から直通してきた客車が東和歌山駅で併結され、共に白浜へ向かうようになった。また、この改正で新たに「日曜列車」「平日列車」と呼ばれる南紀直通列車が増発され、同月18日日曜、19日月曜よりそれぞれ運行を開始した。両列車は1935年3月29日の紀伊椿駅（現・椿駅）延伸で同駅まで運行区間を延長したが、1936年10月30日の周参見駅延伸の際には効率化のため白浜口駅で阪和・南海直通客車を切り離す運用に変更されている。
土曜に大阪を発車し日曜に帰ってくる黒潮号は週末旅行に最適で、当時の関西方面の旅行客から大好評であった。しかし日中戦争の勃発により、このようなリゾート列車は不急不要の贅沢とされ、黒潮号の定期運行は1937年12月のダイヤ改正で廃止された（季節臨時運転は継続）。日曜列車・平日列車も統合され、阪和天王寺駅・難波駅 - 周参見駅間1往復に削減された。1938年9月7日の紀勢西線江住駅延伸の際には往路4列車が白浜口行き、復路5列車が江住発に変更され、阪和・南海直通客車は再び白浜口までの運行となった。
その後、1940年8月8日の紀勢中線編入で運行区間が新宮駅・紀伊木本駅（現・熊野市駅）まで延長され、本数も3往復に増発されたが、この時点で既に阪和と南海の合併が決定していたこともあり、乗り入れは阪和のみで南海との直通は廃止された。

### 南海鉄道への合併・国家買収
阪和電鉄は、海岸部の古くからの街道筋を走る南海鉄道に比べると、内陸の開発途上の人口希薄な地域を走るため区間輸送需要に乏しく、また和歌山は京都や神戸に比して都市規模が小さいことから、両社は少ない直通客を取り合うことにもなった。しかも和歌山市の中心部に近い場所にある南海の和歌山市駅とは違い、阪和では中心部から離れた所に和歌山のターミナル駅を建設せざるを得なかったという点もまた不利であった。結果的に後発となった阪和の経営基盤は、常に不安定であった。
乗客が伸び悩んで新車の投入資金も調達できなくなっていたため、室戸台風からの復興期や前述の浜寺海水浴場海水浴客への海水浴客で多数混雑する夏季には鉄道省（後の国鉄）や大阪電気軌道吉野線から車両を借り受けて運行していたこともあった。
それでも1938年上半期決算からは、それまでの累積赤字を営業努力によって解消させ、株主への利益配当を行うようになっていた。しかし粉飾決算疑惑なども取り沙汰され、1937年には当時の木村清社長が自殺するなど、経営面の混乱が続いた。そしてついには、京阪電気鉄道が阪和から手を引くことになる。
1940年10月には紀勢西線が孤立線区の紀勢中線に接続して紀伊木本（現・熊野市）まで延伸され、直行列車は天王寺 - 新宮間263kmを6時間フラットで走破した。しかし同年12月1日、阪和電気鉄道は南海鉄道に吸収合併され、同社山手線となる。これは両社を合併することで紀勢西線への直通列車に関するダイヤ改正交渉を一元化できる鉄道省や、1938年に公布された「陸上交通事業調整法」に基づき、過度な競争を抑えて軍事輸送を強化したい国の意向によるものであった。
この時、国としては阪和電鉄買収の意思もあったが、阪和電鉄線は高規格であることから買収費用が高額となることが予想されたほか、当時は日中戦争の戦費確保が優先されていたために、買収資金調達のための国債発行も困難であった。このような事情から買収が見送られ、代わりに南海への合併という形で当座の措置としたと言われる。
ほどなく日本は太平洋戦争に伴う戦時体制に突入したが、南海は輸送量増大と酷使が原因の車両故障多発に応じ、山手線には優先して新造車や人員を投入した。また利便性を考慮して、1942年2月15日には高野線と山手線の交点に三国ヶ丘駅を設置している。
古くから阪和間の独自ルートを希求していた鉄道省はこの時勢に乗じ、懸案であった南海山手線の買収を決定した。南海からの反発も排され、山手線は1944年5月1日、戦時買収により国有化、国鉄阪和線となった。なお、南海鉄道は同年6月に関西急行鉄道と合併して近畿日本鉄道（近鉄）となるも、1947年には旧南海鉄道の営業路線が分離され、南海電気鉄道となって現在に至っている。
戦後、南海電鉄関係者から阪和線の返還運動、また旧阪和の経営陣や沿線住民（特に南田辺・東和歌山駅近辺）から阪和電鉄の再興運動が起こされたが、いずれも実現していない。一方で和歌山県の紀中・紀南や三重県南牟婁郡などの紀勢本線沿線（特に三重県鵜殿村等）からは、逆に阪和線の再民営化に対する反対運動も起こった。

### メディア

#### 阪和ニュース
阪和電気鉄道が発行していた月刊新聞で、ダイヤ改正や臨時列車の運行情報などの鉄道関係の記事のほか、沿線の行事や観光情報などが記載されていた。

## 駅一覧
- 南海合併直前の1940年11月30日現在（停車駅・ダイヤは1936年4月1日改正[9]）
- 停車駅
  - 全駅停車の普通・直通（阪和天王寺 - 阪和東和歌山の全区間を運転する普通列車）および各種臨時列車は表中省略。
  - 直急は本改正で新設、1937年6月1日改正で廃止[6]。
  - 準急は1937年6月1日改正より美章園駅にも停車[6]。1940年8月8日改正で廃止[28]。
  - 急行は春木競馬開催時のみ久米田駅に臨時停車（1930年以降。1931年のみ特急も臨時停車）[15]。
  - 特急は1937年春改正より阪和砂川駅にも停車[29]。
  - 阪和中ノ島（紀伊中ノ島）駅は和歌山線列車と接続する特急・急行・直急のみ停車[9]。1937年6月1日改正以降は全列車が停車[6]。
  - 黒潮号は1937年12月1日改正で定期運用廃止[30]。以降は年始臨時運転のみとなる[23]。
  - ハイキング列車は1935年から1940年までの春季・秋季に設定（1936年のみ夏季にも運転、1940年は春季のみ、1935年春季は長滝通過、1937年および1938年秋季は阪和砂川にも停車）[31]。
  - 海水浴臨時急行は1931年から1940年までの夏季に設定[32]。
- 所要時間（全区間）：超特急45分、特急48分、急行55分、直急64分、直通75-85分[9]。

凡例
●：停車、○：本改正時点では一部停車（上述）、▲：春木競馬開催時に臨時停車、△：節分臨時増発で臨時停車、※：本改正時点では通過（上述）、｜：通過
| 駅名                | 駅名                                             | 駅間 キロ                                        | 営業 キロ | 停車駅（1936年4月1日改正） | 停車駅（1936年4月1日改正） | 停車駅（1936年4月1日改正） | 停車駅（1936年4月1日改正） | 停車駅（1936年4月1日改正） | 停車駅（1936年4月1日改正） | 停車駅（1936年4月1日改正） | 停車駅（1936年4月1日改正） | 接続路線 | 所在地                                           | 所在地                                           | 所在地                                           |
| 1940年11月30日 現在 | 1936年4月1日 現在                                | 駅間 キロ                                        | 営業 キロ | 直急 | 準急 | 急行 | 特急 | 超特急 | 黒潮号 | ハイキング列車 | 海水浴臨時急行 | 接続路線 | 所在地                                           | 所在地                                           | 所在地                                           |
| ------------------- | ------------------------------------------------ | ------------------------------------------------ | --- | --- | --- | --- | --- | --- | --- | --- | --- | --- | ------------------------------------------------ | ------------------------------------------------ | ------------------------------------------------ |
| 阪和天王寺駅        | 阪和天王寺駅                                     | -                                                | 0.0 | ● | ● | ● | ● | ● | ● | ● | ● | 鉄道省：関西本線・城東線（天王寺駅） 南海鉄道：天王寺支線（天王寺駅）・上町線（天王寺駅前停留場） 大阪市電気局（地下鉄）：1号線（天王寺駅） 大阪市電気局（市電）：霞町玉造線・天王寺阿倍野線（阿部野橋停留場） 大阪鉄道：本線（大阪阿部野橋駅） | 大阪府                                           | 大阪市                                           | 天王寺区                                         |
| 美章園駅            | 美章園駅                                         | 1.4                                              | 1.4 | ● | ※ | ｜ | ｜ | ｜ | ｜ | ｜ | ｜ | | 大阪府                                           | 大阪市                                           | 住吉区                                           |
| 南田辺駅            | 南田辺駅                                         | 1.5                                              | 2.9 | ● | ● | ｜ | ｜ | ｜ | ｜ | ｜ | ｜ | | 大阪府                                           | 大阪市                                           | 住吉区                                           |
| 阪和鶴ケ丘駅        |                                                  | 0.9                                              | 3.8 | | | | | | | | | | 大阪府                                           | 大阪市                                           | 住吉区                                           |
| 臨南寺前駅          | 臨南寺前駅                                       | 0.9                                              | 4.7 | ● | ｜ | ｜ | ｜ | ｜ | ｜ | ｜ | ｜ | | 大阪府                                           | 大阪市                                           | 住吉区                                           |
| 我孫子観音前駅      | 我孫子観音前駅                                   | 1.1                                              | 5.8 | ● | ｜ | △ | ｜ | ｜ | ｜ | ｜ | ｜ | | 大阪府                                           | 大阪市                                           | 住吉区                                           |
| 杉本町駅            | 杉本町駅                                         | 1.0                                              | 6.8 | ● | ● | ｜ | ｜ | ｜ | ｜ | ｜ | ｜ | | 大阪府                                           | 大阪市                                           | 住吉区                                           |
| 阪和浅香山駅        |                                                  | 1.0                                              | 7.8 | | | | | | | | | | 大阪府                                           | 堺市                                             | 堺市                                             |
| 阪和堺駅            | 阪和堺駅                                         | 0.9                                              | 8.7 | ● | ● | ｜ | ｜ | ｜ | ｜ | ｜ | ｜ | | 大阪府                                           | 堺市                                             | 堺市                                             |
| 百舌鳥御陵前駅      | 仁徳御陵前駅                                     | 2.3                                              | 11.0 | ● | ｜ | ｜ | ｜ | ｜ | ｜ | ｜ | ｜ | | 大阪府                                           | 堺市                                             | 堺市                                             |
| 上野芝駅            | 上野芝駅                                         | 1.4                                              | 12.4 | ● | ● | ｜ | ｜ | ｜ | ｜ | ｜ | ｜ | | 大阪府                                           | 泉北郡                                           | 踞尾村                                           |
| 鳳駅                | 鳳駅                                             | 2.7                                              | 15.1 | ● | ● | ● | ● | ｜ | ｜ | ｜ | ｜ | 阪和電気鉄道：支線 | 大阪府                                           | 泉北郡                                           | 鳳町                                             |
| 富木駅              |                                                  | 1.2                                              | 16.3 | | | | | | | | | | 大阪府                                           | 泉北郡                                           | 取石村                                           |
| 阪和葛葉駅          | 阪和葛葉駅                                       | 1.6                                              | 17.9 | ● | ● | ｜ | ｜ | ｜ | ｜ | ｜ | | 信太村 | 大阪府                                           | 泉北郡                                           |                                                  |
| 信太山駅            | 信太山駅                                         | 1.4                                              | 19.3 | ● | ● | ｜ | ｜ | ｜ | ｜ | ｜ | | 和泉町 | 大阪府                                           | 泉北郡                                           |                                                  |
| 和泉府中駅          | 和泉府中駅                                       | 1.6                                              | 20.9 | ● | ● | ● | ｜ | ｜ | ｜ | ｜ | | 和泉町 | 大阪府                                           | 泉北郡                                           |                                                  |
| 久米田駅            | 久米田駅                                         | 3.0                                              | 23.9 | ● | ● | ▲ | ｜ | ｜ | ｜ | ｜ | | 泉南郡春木町 | 泉南郡春木町                                     |                                                  |                                                  |
| 阪和岸和田駅        | 阪和岸和田駅                                     | 2.6                                              | 26.5 | ● | ● | ● | ｜ | ｜ | ｜ | ｜ | | 岸和田市 | 岸和田市                                         |                                                  |                                                  |
| 阪和貝塚駅          | 阪和貝塚駅                                       | 1.6                                              | 28.1 | ｜ | | ｜ | ｜ | ｜ | ｜ | ｜ | | 泉南郡 | 大阪府                                           | 貝塚町                                           |                                                  |
| 和泉橋本駅          | 和泉橋本駅                                       | 1.9                                              | 30.0 | ｜ | ｜ | ｜ | ｜ | ｜ | ｜ | | | 泉南郡 | 大阪府                                           | 貝塚町                                           |                                                  |
| 泉ケ丘駅            |                                                  | 1.5                                              | 31.5 | | | | | | | | 佐野町 | 泉南郡 | 大阪府                                           |                                                  |                                                  |
| 熊取駅              | 熊取駅                                           | 1.4                                              | 32.9 | ｜ | ｜ | ｜ | ｜ | ｜ | ｜ | | 熊取村 | 泉南郡 | 大阪府                                           |                                                  |                                                  |
| 日根野駅            | 日根野駅                                         | 1.9                                              | 34.8 | ｜ | ｜ | ｜ | ｜ | ｜ | ｜ | | 日根野村 | 泉南郡 | 大阪府                                           |                                                  |                                                  |
| 長滝駅              | 長滝駅                                           | 1.4                                              | 36.2 | ｜ | ｜ | ｜ | ｜ | ｜ | ● | | 長滝村 | 泉南郡 | 大阪府                                           |                                                  |                                                  |
| 新家駅              | 新家駅                                           | 2.3                                              | 38.5 | ｜ | ｜ | ｜ | ｜ | ｜ | ｜ | | 新家村 | 泉南郡 | 大阪府                                           |                                                  |                                                  |
| 阪和砂川駅          | 阪和砂川駅                                       | 2.0                                              | 40.5 | ● | ● | ※ | ｜ | ｜ | ※ | | 信達村 | 泉南郡 | 大阪府                                           |                                                  |                                                  |
| 山中渓駅            | 山中渓駅                                         | 2.0                                              | 40.5 | ｜ | ｜ | ｜ | ｜ | ｜ | ● | | 東鳥取村 | 泉南郡 | 大阪府                                           |                                                  |                                                  |
| 紀伊駅              | 紀伊駅                                           | 8.0                                              | 53.2 | ｜ | ｜ | ｜ | ｜ | ｜ | | | 和歌山県 | 海草郡 | 紀伊村                                           |                                                  |                                                  |
| 六十谷駅            | 六十谷駅                                         | 3.9                                              | 57.1 | ｜ | ｜ | ｜ | ｜ | ｜ | | 有功村 | 和歌山県 | 海草郡 |                                                  |                                                  |                                                  |
| 紀伊中ノ島駅        | 阪和中ノ島駅                                     | 3.0                                              | 60.1 | ○ | ○ | ○ | ｜ | ｜ | 鉄道省：和歌山線 | 和歌山市 | 和歌山市 | |                                                  |                                                  |                                                  |
| 阪和東和歌山駅      | 阪和東和歌山駅                                   | 1.1                                              | 61.2 | ● | ● | ● | ● | ● | 鉄道省：紀勢西線（東和歌山駅） 和歌山鉄道（東和歌山駅） 和歌山電気軌道：新町線（東和歌山停留場）                                    | 和歌山市 | 和歌山市 | |                                                  |                                                  |                                                  |
| 南紀直通 運転区間   | 東和歌山駅で南海鉄道直通列車（難波発着）と併解結 | 東和歌山駅で南海鉄道直通列車（難波発着）と併解結 | 東和歌山駅で南海鉄道直通列車（難波発着）と併解結                                                                                    | 東和歌山駅で南海鉄道直通列車（難波発着）と併解結                                                                                    | 東和歌山駅で南海鉄道直通列車（難波発着）と併解結                                                                                    | 東和歌山駅で南海鉄道直通列車（難波発着）と併解結                                                                                    | 東和歌山駅で南海鉄道直通列車（難波発着）と併解結                                                                                    | 東和歌山駅で南海鉄道直通列車（難波発着）と併解結                                                                                    | 東和歌山駅で南海鉄道直通列車（難波発着）と併解結                                                                                    | 東和歌山駅で南海鉄道直通列車（難波発着）と併解結                                                                                    | 東和歌山駅で南海鉄道直通列車（難波発着）と併解結                                                                                    | 東和歌山駅で南海鉄道直通列車（難波発着）と併解結 | 東和歌山駅で南海鉄道直通列車（難波発着）と併解結 | 東和歌山駅で南海鉄道直通列車（難波発着）と併解結 | 東和歌山駅で南海鉄道直通列車（難波発着）と併解結 |
| 南紀直通 運転区間   | 列車名                                           | 列車番号                                         | 停車駅 （1936年4月1日改正） | 停車駅 （1936年4月1日改正） | 停車駅 （1936年4月1日改正） | 停車駅 （1936年4月1日改正） | 停車駅 （1936年4月1日改正） | 停車駅 （1936年4月1日改正） | 停車駅 （1936年4月1日改正） | 停車駅 （1936年4月1日改正） | 停車駅 （1936年4月1日改正） | 停車駅 （1936年4月1日改正） | 備考                                             | 備考                                             | 備考                                             |
| 南紀直通 運転区間   | 黒潮号                                           | 1002                                             | 東和歌山駅 → 白浜口駅 | 東和歌山駅 → 白浜口駅 | 東和歌山駅 → 白浜口駅 | 東和歌山駅 → 白浜口駅 | 東和歌山駅 → 白浜口駅 | 東和歌山駅 → 白浜口駅 | 東和歌山駅 → 白浜口駅 | 東和歌山駅 → 白浜口駅 | 東和歌山駅 → 白浜口駅 | 東和歌山駅 → 白浜口駅 | 土曜運転（往路）                                 | 土曜運転（往路）                                 | 土曜運転（往路）                                 |
| 南紀直通 運転区間   | 黒潮号                                           | 1001                                             | 東和歌山駅 ← 紀伊田辺駅 ← 白浜口駅                                                                                                  | 東和歌山駅 ← 紀伊田辺駅 ← 白浜口駅                                                                                                  | 東和歌山駅 ← 紀伊田辺駅 ← 白浜口駅                                                                                                  | 東和歌山駅 ← 紀伊田辺駅 ← 白浜口駅                                                                                                  | 東和歌山駅 ← 紀伊田辺駅 ← 白浜口駅                                                                                                  | 東和歌山駅 ← 紀伊田辺駅 ← 白浜口駅                                                                                                  | 東和歌山駅 ← 紀伊田辺駅 ← 白浜口駅                                                                                                  | 東和歌山駅 ← 紀伊田辺駅 ← 白浜口駅                                                                                                  | 東和歌山駅 ← 紀伊田辺駅 ← 白浜口駅                                                                                                  | 東和歌山駅 ← 紀伊田辺駅 ← 白浜口駅 | 日曜運転（復路）                                 | 日曜運転（復路）                                 | 日曜運転（復路）                                 |
| 南紀直通 運転区間   | 臨時黒潮号                                       | 1000                                             | 東和歌山駅 → 御坊駅 → 紀伊田辺駅 → 白浜口駅                                                                                         | 東和歌山駅 → 御坊駅 → 紀伊田辺駅 → 白浜口駅                                                                                         | 東和歌山駅 → 御坊駅 → 紀伊田辺駅 → 白浜口駅                                                                                         | 東和歌山駅 → 御坊駅 → 紀伊田辺駅 → 白浜口駅                                                                                         | 東和歌山駅 → 御坊駅 → 紀伊田辺駅 → 白浜口駅                                                                                         | 東和歌山駅 → 御坊駅 → 紀伊田辺駅 → 白浜口駅                                                                                         | 東和歌山駅 → 御坊駅 → 紀伊田辺駅 → 白浜口駅                                                                                         | 東和歌山駅 → 御坊駅 → 紀伊田辺駅 → 白浜口駅                                                                                         | 東和歌山駅 → 御坊駅 → 紀伊田辺駅 → 白浜口駅                                                                                         | 東和歌山駅 → 御坊駅 → 紀伊田辺駅 → 白浜口駅 | 復路は1001列車 超特急に客車併結                  | 復路は1001列車 超特急に客車併結                  | 復路は1001列車 超特急に客車併結                  |
| 南紀直通 運転区間   | 平日列車                                         | 2                                                | 東和歌山駅 → 日方町駅 → 箕島駅 → 紀伊湯浅駅 → 御坊駅 → 南部駅 → 紀伊田辺駅 → 紀伊新庄駅 → 朝来駅 → 白浜口駅 → 紀伊富田駅 → 紀伊椿駅 | 東和歌山駅 → 日方町駅 → 箕島駅 → 紀伊湯浅駅 → 御坊駅 → 南部駅 → 紀伊田辺駅 → 紀伊新庄駅 → 朝来駅 → 白浜口駅 → 紀伊富田駅 → 紀伊椿駅 | 東和歌山駅 → 日方町駅 → 箕島駅 → 紀伊湯浅駅 → 御坊駅 → 南部駅 → 紀伊田辺駅 → 紀伊新庄駅 → 朝来駅 → 白浜口駅 → 紀伊富田駅 → 紀伊椿駅 | 東和歌山駅 → 日方町駅 → 箕島駅 → 紀伊湯浅駅 → 御坊駅 → 南部駅 → 紀伊田辺駅 → 紀伊新庄駅 → 朝来駅 → 白浜口駅 → 紀伊富田駅 → 紀伊椿駅 | 東和歌山駅 → 日方町駅 → 箕島駅 → 紀伊湯浅駅 → 御坊駅 → 南部駅 → 紀伊田辺駅 → 紀伊新庄駅 → 朝来駅 → 白浜口駅 → 紀伊富田駅 → 紀伊椿駅 | 東和歌山駅 → 日方町駅 → 箕島駅 → 紀伊湯浅駅 → 御坊駅 → 南部駅 → 紀伊田辺駅 → 紀伊新庄駅 → 朝来駅 → 白浜口駅 → 紀伊富田駅 → 紀伊椿駅 | 東和歌山駅 → 日方町駅 → 箕島駅 → 紀伊湯浅駅 → 御坊駅 → 南部駅 → 紀伊田辺駅 → 紀伊新庄駅 → 朝来駅 → 白浜口駅 → 紀伊富田駅 → 紀伊椿駅 | 東和歌山駅 → 日方町駅 → 箕島駅 → 紀伊湯浅駅 → 御坊駅 → 南部駅 → 紀伊田辺駅 → 紀伊新庄駅 → 朝来駅 → 白浜口駅 → 紀伊富田駅 → 紀伊椿駅 | 東和歌山駅 → 日方町駅 → 箕島駅 → 紀伊湯浅駅 → 御坊駅 → 南部駅 → 紀伊田辺駅 → 紀伊新庄駅 → 朝来駅 → 白浜口駅 → 紀伊富田駅 → 紀伊椿駅 | 東和歌山駅 → 日方町駅 → 箕島駅 → 紀伊湯浅駅 → 御坊駅 → 南部駅 → 紀伊田辺駅 → 紀伊新庄駅 → 朝来駅 → 白浜口駅 → 紀伊富田駅 → 紀伊椿駅 | 平日運転時に 超特急に客車併結                    | 平日運転時に 超特急に客車併結                    | 平日運転時に 超特急に客車併結                    |
| 南紀直通 運転区間   | 日曜列車                                         | 4                                                | 東和歌山駅 → 日方町駅 → 箕島駅 → 紀伊湯浅駅 → 御坊駅 → 南部駅 → 紀伊田辺駅 → 白浜口駅 → 紀伊富田駅 → 紀伊椿駅                       | 東和歌山駅 → 日方町駅 → 箕島駅 → 紀伊湯浅駅 → 御坊駅 → 南部駅 → 紀伊田辺駅 → 白浜口駅 → 紀伊富田駅 → 紀伊椿駅                       | 東和歌山駅 → 日方町駅 → 箕島駅 → 紀伊湯浅駅 → 御坊駅 → 南部駅 → 紀伊田辺駅 → 白浜口駅 → 紀伊富田駅 → 紀伊椿駅                       | 東和歌山駅 → 日方町駅 → 箕島駅 → 紀伊湯浅駅 → 御坊駅 → 南部駅 → 紀伊田辺駅 → 白浜口駅 → 紀伊富田駅 → 紀伊椿駅                       | 東和歌山駅 → 日方町駅 → 箕島駅 → 紀伊湯浅駅 → 御坊駅 → 南部駅 → 紀伊田辺駅 → 白浜口駅 → 紀伊富田駅 → 紀伊椿駅                       | 東和歌山駅 → 日方町駅 → 箕島駅 → 紀伊湯浅駅 → 御坊駅 → 南部駅 → 紀伊田辺駅 → 白浜口駅 → 紀伊富田駅 → 紀伊椿駅                       | 東和歌山駅 → 日方町駅 → 箕島駅 → 紀伊湯浅駅 → 御坊駅 → 南部駅 → 紀伊田辺駅 → 白浜口駅 → 紀伊富田駅 → 紀伊椿駅                       | 東和歌山駅 → 日方町駅 → 箕島駅 → 紀伊湯浅駅 → 御坊駅 → 南部駅 → 紀伊田辺駅 → 白浜口駅 → 紀伊富田駅 → 紀伊椿駅                       | 東和歌山駅 → 日方町駅 → 箕島駅 → 紀伊湯浅駅 → 御坊駅 → 南部駅 → 紀伊田辺駅 → 白浜口駅 → 紀伊富田駅 → 紀伊椿駅                       | 東和歌山駅 → 日方町駅 → 箕島駅 → 紀伊湯浅駅 → 御坊駅 → 南部駅 → 紀伊田辺駅 → 白浜口駅 → 紀伊富田駅 → 紀伊椿駅 | 日曜運転時に 超特急に客車併結                    | 日曜運転時に 超特急に客車併結                    | 日曜運転時に 超特急に客車併結                    |
| 南紀直通 運転区間   | 日曜列車                                         | 5                                                | 東和歌山駅 ← 日方町駅 ← 箕島駅 ← 紀伊湯浅駅 ← 御坊駅 ← 南部駅 ← 紀伊田辺駅 ← 朝来駅 ← 白浜口駅 ← 紀伊富田駅 ← 紀伊椿駅              | 東和歌山駅 ← 日方町駅 ← 箕島駅 ← 紀伊湯浅駅 ← 御坊駅 ← 南部駅 ← 紀伊田辺駅 ← 朝来駅 ← 白浜口駅 ← 紀伊富田駅 ← 紀伊椿駅              | 東和歌山駅 ← 日方町駅 ← 箕島駅 ← 紀伊湯浅駅 ← 御坊駅 ← 南部駅 ← 紀伊田辺駅 ← 朝来駅 ← 白浜口駅 ← 紀伊富田駅 ← 紀伊椿駅              | 東和歌山駅 ← 日方町駅 ← 箕島駅 ← 紀伊湯浅駅 ← 御坊駅 ← 南部駅 ← 紀伊田辺駅 ← 朝来駅 ← 白浜口駅 ← 紀伊富田駅 ← 紀伊椿駅              | 東和歌山駅 ← 日方町駅 ← 箕島駅 ← 紀伊湯浅駅 ← 御坊駅 ← 南部駅 ← 紀伊田辺駅 ← 朝来駅 ← 白浜口駅 ← 紀伊富田駅 ← 紀伊椿駅              | 東和歌山駅 ← 日方町駅 ← 箕島駅 ← 紀伊湯浅駅 ← 御坊駅 ← 南部駅 ← 紀伊田辺駅 ← 朝来駅 ← 白浜口駅 ← 紀伊富田駅 ← 紀伊椿駅              | 東和歌山駅 ← 日方町駅 ← 箕島駅 ← 紀伊湯浅駅 ← 御坊駅 ← 南部駅 ← 紀伊田辺駅 ← 朝来駅 ← 白浜口駅 ← 紀伊富田駅 ← 紀伊椿駅              | 東和歌山駅 ← 日方町駅 ← 箕島駅 ← 紀伊湯浅駅 ← 御坊駅 ← 南部駅 ← 紀伊田辺駅 ← 朝来駅 ← 白浜口駅 ← 紀伊富田駅 ← 紀伊椿駅              | 東和歌山駅 ← 日方町駅 ← 箕島駅 ← 紀伊湯浅駅 ← 御坊駅 ← 南部駅 ← 紀伊田辺駅 ← 朝来駅 ← 白浜口駅 ← 紀伊富田駅 ← 紀伊椿駅              | 東和歌山駅 ← 日方町駅 ← 箕島駅 ← 紀伊湯浅駅 ← 御坊駅 ← 南部駅 ← 紀伊田辺駅 ← 朝来駅 ← 白浜口駅 ← 紀伊富田駅 ← 紀伊椿駅 | 日曜運転時に 超特急に客車併結                    | 日曜運転時に 超特急に客車併結                    | 日曜運転時に 超特急に客車併結                    |

| 駅名       | 営業 キロ | 海水浴臨時急行 | 接続路線           | 所在地       |
| ---------- | --------- | -------------- | ------------------ | ------------ |
| 鳳駅       | 0.0       | ｜             | 阪和電気鉄道：本線 | 泉北郡鳳町   |
| 阪和浜寺駅 | 1.6       | ●              |                    | 泉北郡高石町 |

## 駅名改称
阪和電気鉄道の路線は前述のように現在のJR西日本阪和線となっているが、駅名の中には前述のように「阪和」などの社名を冠したものがあり、それらは南海山手線時代と国有化時にそれぞれ改称が実施されることになった。また、それ以外にも国有化時には、私鉄風であって国鉄にはなじまないとされた駅名も改称されている。下記にその詳細を記す。
#: 南海山手線時代の1941年8月実施
*: 国有化された1944年5月実施
年号が記されているものは、上記以外の実施
- 阪和天王寺駅→南海天王寺駅# →天王寺駅*
- 阪和鶴ケ丘駅→南海鶴ケ丘駅# →鶴ケ丘駅*
- 臨南寺前駅→長居駅*
- 我孫子観音前駅→我孫子町駅*
- 阪和浅香山駅→山手浅香山駅# →浅香駅*
- 堺市駅→阪和堺駅 (1932) →堺金岡駅# →金岡駅*→堺市駅 (1965)
- 仁徳御陵前駅→百舌鳥御陵前駅 (1938) →百舌鳥駅*
- 阪和葛葉駅→葛葉稲荷駅# →北信太駅*
- 土生郷駅→阪和岸和田駅 (1932) →東岸和田駅#
- 阪和貝塚駅→東貝塚駅#
- 泉ケ丘駅→東佐野駅*
- 信達駅→阪和砂川駅 (1932) →砂川園駅# →和泉砂川駅*
- 中之島駅→阪和中之島駅 (1932) →紀伊中ノ島駅 (1936)
- 阪和東和歌山駅→南海東和歌山駅# →東和歌山駅* →和歌山駅 (1968)
- 阪和浜寺駅→山手羽衣駅# →東羽衣駅*

## 車両
高速運転を期してあらゆる面で高規格に建設された鉄道であり、車両の水準も高く、特に電車群は昭和初期における日本最高水準の性能を誇っていた。機関車2形式も珍しい特徴の多い車両である。
詳しくは、「阪和電気鉄道の車両」を参照。

## 年表

### 阪和電気鉄道時代
- 1926年4月24日 会社創立。
- 1927年2月20日 本線の工事に着手。
- 1928年11月1日 浜寺支線の工事に着手。
- 1929年7月18日 阪和天王寺駅（現、天王寺駅） - 和泉府中駅間と鳳駅 - 阪和浜寺駅（現、東羽衣駅）間開業。
- 1930年
  - 5月25日 上野芝駅近辺で、兼業の上野芝向ヶ丘経営地と霞ヶ丘経営地の宅地分譲開始。
  - 6月16日 和泉府中駅 - 阪和東和歌山駅（現、和歌山駅）間開業により、本線全通。当初は全区間を急行が65分で走破。
  - 7月1日 阪和浜寺海水浴場を、阪和浜寺駅近くに兼業の一環として開設。
- 1931年7月19日 阪和間48分運転の特急を新設。
- 1932年12月10日 直営自動車路線（バス路線）として、上野芝駅中心の上野芝線と信太山駅中心の信太山線開設。
- 1933年
  - 5月15日 阪和葛葉駅（現、北信太駅）付近で聖ヶ丘住宅地の分譲開始。
  - 7月1日 阪和砂川駅（現、和泉砂川駅）付近に砂川テント村を直営で開設。
  - 9月20日 阪和天王寺駅 - 和泉府中駅間に準急を新設。
  - 10月13日 紀勢西線（現、紀勢本線）直通列車の試運転実施。
  - 11月4日 紀勢西線直通列車「黒潮号」を阪和天王寺駅 - 紀伊田辺駅間で運転開始。
  - 12月20日 特急を阪和間45分運転にし、超特急へ格上げ。紀勢西線の延伸により、白浜口駅（現、白浜駅）まで「黒潮号」運転区間を延ばす。
- 1934年11月17日 「黒潮号」に南海鉄道（現、南海電気鉄道）直通車両を併結。また、同列車以外にも「平日列車」・「日曜列車」として紀勢西線への直通列車を設定。
- 1935年
  - 1月1日 阪和中之島駅に隣接して国鉄和歌山線紀伊中ノ島駅新設。超特急・急行の一部を同駅停車とし、阪和中之島駅に停車する超特急を特急へ格下げ。
  - 7月 長滝駅近辺に、直営で瀧ノ池キャンプ場開設。
  - 9月1日 自動車路線として、阪和岸和田駅（現、東岸和田駅）中心の葛城線を新設。
  - 10月 阪和砂川駅近くに、直営で砂川児童遊園（現、砂川公園団地・ほんみち）開設。
- 1936年
  - 8月1日 自動車路線として、阪和砂川駅中心の佐野線を新設。
  - 10月 自動車路線として、国鉄和歌山線の船戸駅・打田駅を中心とする船戸線・打田線（後に統合して貴志川線となる）新設。
- 1937年12月1日 「黒潮号」を廃止。
- 1938年
  - 1月10日 上野芝駅近辺に、直営で阪和射撃場（現、向ヶ丘第二団地）開設。
  - 4月13日 自動車路線として、紀伊駅と根来寺を結ぶ根来線新設。
  - 10月9日 子会社の阪和興業により、泉ケ丘駅（現、東佐野駅）付近で泉ケ丘住宅地の分譲開始。
- 1940年
  - 自動車路線として、和泉府中駅を中心とする路線を新設。
  - 6月12日 阪和興業により、富木駅付近で富木の里住宅地の分譲開始。
  - 7月29日 南海鉄道との合併契約書に調印。

### 南海山手線時代
- 1940年12月1日 南海鉄道に合併、それまでの阪和電気鉄道の路線は同社の山手線となる。合併比率は南海対阪和が10:8。
- 1941年12月1日 超特急・特急を所要時間63分の急行に格下げ統合。
- 1942年2月15日 山手線と高野線の接点に三国ヶ丘駅を新設。
- 1943年2月15日 紀勢西線との直通列車を全廃。
- 1944年5月1日 戦時買収により、国鉄阪和線となる[35]。

### 「阪和」ブランドの残滓
阪和電気鉄道から国鉄阪和線、JR阪和線と名を変えた今も、「阪和○○」と名乗るものが残っている。なお、阪和電気鉄道の子会社で住宅地を開発した阪和興業と同名の阪和興業（東証プライム上場）が大阪市中央区に存在し、またかつて阪和銀行という第二地方銀行が存在したが、以上の各社は阪和電気鉄道とは関係ない。
- 天王寺駅 - 阪和商店街（北口）
- 堺市駅 - 「阪和堺市駅前」（バス停留所名）、イズミヤ阪和堺店
- 百舌鳥駅 - 阪和百舌鳥駅前交番
- 鳳駅 - 阪和鳳自動車学校
- 和泉府中駅 - 阪和ストア
- 紀伊中ノ島駅 - 「阪和駅前」（バス停留所名）※廃止済

堺市駅、百舌鳥駅の例はそれぞれ、「堺駅」「堺東駅」、「中百舌鳥駅」と見分けやすくする目的もある。